# Горський Проспер Антонович
Проспер Антонович Го́рський (нар. 1813, Лисянка — пом. 1888, Житомир) — український живописець і графік.

## Біографія
Народився у 1813 році в селі Лисянці (нині селище міського типу Звенигородського району Черкаської області, Україна) в сім'ї лікаря. З 1825 року навчався у школі отців Василіян в Умані, яку він з відзнакою закінчив у 1830 році. Малювати навчався у краківського живопися Антонія Гаєвського.
Був малювальником при багатих військових домах України. Жив в основному у Житомирі. Помер в Житомирі у 1888 році.

## Творчість
Робив олівцеві та акварельні замальовки провінційного українського побуту, типів тощо:
- «Двірський козак» (1839, акварель);
- «Конашевич і Сагайдачний у Києві» (1849).

Ілюстрував твори українських та польських письменників:Тараса Шевченка («Лірник», 1830-ті), Юзефа Залеського, Юзефа Крашевського, для періодичних видань. 
Створив альбом видів Житомира та його околиць (у 1879 році піднесений містом письменнику Юзефу Крашевському).
|             |                    |             |               |                    |
| «В рекрути» | «Козак Браницький» | «Натюрморт» | «Пане! Пане!» | «Танцюй, ковалиха» |